# Busenwurth
Busenwurth est une commune de l'arrondissement de Dithmarse, dans le Land du Schleswig-Holstein.

## Géographie
Le territoire de la commune est composé de marschen le long de la mer du Nord. Elle se situe sur la Bundesstraße 5.

## Histoire
Busenwurth se compose de deux terps distants d'environ un kilomètre. Des fouilles archéologiques ont déterminé que celui au sud date du Ier siècle avec plusieurs habitations derrière une digue sur la crique. La butte est accrue en 150 et abandonnée en 200. Une réinstallation sur cette butte a lieu durant le XIIe siècle.
Le terp au nord est plus récent et s'étend au milieu du XIe siècle. Les deux monticules font partie de la digue construite au Moyen Âge dans le sud de la Dithmarse qui n'existe plus.

## Source, notes et références
- (de) Cet article est partiellement ou en totalité issu de l’article de Wikipédia en allemand intitulé « Busenwurth » (voir la liste des auteurs).